# 18D/Perrine-Mrkos
18D/Perrine-Mrkoseste o cometă periodică din sistemul solar cu o perioadă orbitală de aproximativ 6,75 ani. A fost descoperită de Charles Dillon Perrine (Observatorul Lick, California, SUA) pe 9 decembrie 1896. Pentru o perioadă de timp s-a crezut ca este un fragment din cometa Biela.
A fost considerată o cometă pierdută după ultima apariție din anul 1909, dar cometa a fost redescoperită de astronomul Antonín Mrkos (Obervatorul Skalnate Pleso, Slovacia) pe 19 octombrie 1955.